# Odo (Toulouse)
Odo, auch Eudes, Odon oder Odonus, (* 9. Jahrhundert; † 918 oder 919) war Graf von Toulouse. Er war der Sohn von Graf Raimund I. († 863) und Bertha oder von Bernhard II. von Toulouse († 874).
Er heiratete Garsende, Tochter von Graf Ermengol von Albi, mit der er vermutlich drei Kinder hatte. Seine Söhne waren Raimund II., dem er zu Lebzeiten bereits, jedenfalls vor 898, das Rouergue gab, und Armengol, der diese Grafschaft dann nach seinem Tod erbte.
Aus Gründen der Namensgleichheit wurde vorgeschlagen, dass Odo darüber hinaus der Vater von Garsenda war, der Ehefrau von Wifredo II. Borrell, Graf von Barcelona.